# حق طراحی صنعتی
حق طراحی صنعتی (به انگلیسی: Industrial Design Right) یک حق مالکیت فکری است که از حقِ طراحی بصری اشیایی را که صرفاً شیء معینِ مادی نیستند، حفاظت می کند. طراحی صنعتی شامل خلق یک شکل، پیکربندی یا ایجاد ترکیبی الگویی یا رنگی، و یا ترکیب اجزای الگو و رنگ به صورت سه‌بعدی (به گونه‌ای که حاوی ارزش زیبایی‌شناختی باشد) است. طرح صنعتی می تواند یک الگوی دو یا سه‌بعدی باشد که برای تولید یک محصول، کالای صنعتی یا صنایع دستی استفاده می‌شود.
بر اساس توافقنامۀ لاهه دربارۀ ضمانت بین‌المللی طرح‌های صنعتی، یک معاهدۀ تحت مدیریت سازمان جهانی مالکیت فکری (WIPO)، رویه‌ای برای ثبت بین‌المللی وجود دارد. متقاضی می‌تواند برای یک ضمانت بین‌المللی به WIPO یا دفتر ملی در یکی از کشورهای طرف معاهده، درخواست دهد و سپس این طرح در تمامی کشورهای عضو معاهده محافظت خواهد شد. حقوق طراحی در بریتانیا در سال ۱۷۸۷ میلادی با قانون طراحی و چاپ پارچه آغاز و از آنجا گسترش یافت.
ثبت حق طرح صنعتی به اعطای حق ثبت اختراع مربوط می شود.

## قانون گذاری

### کنیا
طبق قانون مالکیت صنعتی مصوب سال ۲۰۰۱ میلادی، طرح صنعتی به این صورت تعریف می‌شود: «هر گونه ترکیب‌بندی از خطوط یا رنگ‌ها یا هر فُرم سه‌بعدی، خواه با خطوط یا رنگ‌ها پیوند داشته باشند و یا نداشته باشند، مشروط بر اینکه این ترکیب‌بندی شکل ظاهری ویژه‌ای به محصول صنعتی و یا صنایع دستی بدهد و بتواند الگوی یک محصول صنعتی یا صنایع دستی باشد.»
طرح صنعتی در صورتی قابل ثبت است که جدید باشد. طرح صنعتی در صورتی جدید تلقی می‌شود که در هیچ کجای دنیا از طریق انتشار به صورت محسوس یا در کنیا به واسطۀ مصرف یا هر طریق دیگر، قبل از تاریخ تشکیل پرونده یا ارایه در دفاتر ثبتی (بر اساس تاریخ اولویت درخواست برای ثبت‌نام)، برای عموم فاش نشده باشد.
بر این اساس، افشای طرح صنعتی در صورتی که زودتر از دوازده ماه پیش از تاریخ تسلیم یا ارایه در دفاتر ثبتی (تاریخ اولویت درخواست) رخ داده باشد؛ و اگر به دلیل یا در نتیجۀ اعمالی باشد که متقاضی یا سَلف او در عنوان انجام داده باشد، یا سوء‌استفادۀ آشکاری که توسط شخص ثالث در رابطه با متقاضی یا سَلف او در عنوان انجام شده باشد؛ مورد بررسی قرار نمی‌گیرد.

### هندوستان
قانون طراحی هند در سال ۲۰۰۰ میلادی، برای ادغام و اصلاح قانون مربوط به حمایت از طرح و مطابقت با مواد ۲۵ و ۲۶ جنبه‌های تجاریِ مربوط به موافقت‌نامۀ در مورد جنبه‌های مرتبط با تجارت حقوق مالکیت فکری (TRIPS)، تصویب شد. قانون جدید (قانون ثبت اختراع و طراحی قبلی، مصوب ۱۹۱۱ میلادی توسط این قانون نسخ شد.) اکنون «طراحی» را تنها به معنای «ویژگی‌های شکل، پیکربندی، الگو، تزئینات یا ترکیب خطوط یا رنگ‌های اعمال شده در هر کالا، خواه در دو یا سه بُعد یا به هر دو شکل، با هر فرآیند صنعتی اعم از دستی یا مکانیکی یا شیمیاییِ مجزا یا ترکیبی که در جذابیت کالای نهایی فقط با چشم قضاوت می‌شود؛ اما شامل هیچ حالت یا اصول ساخت نمی‌شود.» تعریف می‌کند.

### اندونزی
در اندونزی، حمایت از حق طراحی صنعتی به مدت ۱۰ سال از تاریخ تشکیل پرونده اعطا می‌شود و هیچ گونه نیازی به تمدید یا پرداخت حق ثبت طی آن زمان معین نیست.
- طرح‌های صنعتی که مورد حمایت قرار می‌گیرند:

۱. حق طراحی صنعتی برای طرح صنعتی بدیع/جدید اعطا می‌شود.
۲. طرح صنعتی در صورتی جدید تلقی می‌شود که در تاریخ ثبت، طرح صنعتیِ مشابه‌ای پیش‌تر علنی یا فاش نشده باشد.
۳. پیش‌تر علنی که در بند ۲ ذکر شده است، شامل اعلام یکی از موارد زیر می‌شود:
آ. پیش از تاریخ تشکیل پرونده.
ب. تاریخ اولویت، در صورتی که متقاضی دارای حق‌تقدم باشد.
پ. در اندونزی یا خارج از اندونزی اعلام، علنی یا استفاده شده باشد.
اگر طرح صنعتی تا ۶ ماه قبل از تاریخ تشکیل پرونده، اعلام شده باشد، واجد حمایت از حق طراحی صنعتی نخواهد بود.
آ. در یک نمایشگاه ملی یا بین‌المللی در اندونزی یا خارج از کشور به نمایش گذاشته شده است که رسمی یا اعلام رسمی تلقی می‌شود.
ب. در اندونزی توسط طراح در آزمایشی به منظور آموزش، تحقیق یا توسعه استفاده شده است.

### کانادا
قانون کانادا ۱۰ سال از طرح‌های صنعتیِ ثبت شده حمایت می‌کند. هیچ حفاظتی برای طرح‌های ثبت نشده وجود ندارد. قانون طراحی صنعتی «طراحی» یا «طراحی صنعتی» را به معنای «ویژگی‌های شکل، پیکربندی، الگو یا تزئینات و هر ترکیبی از آن ویژگی‌ها که در جذابیت کالای نهایی صرفاً توسط چشم قضاوت می‌شود» تعریف می‌کند. طرح همچنین باید اصیل (Original) باشد: در سال ۲۰۱۲ میلادی، هیأت استیناف ثبت اختراع طرحی را برای سطل زباله رد کرد و رهنمودهایی جهت الزامات قانونی را ارایه کرد:
- درجۀ اصالت مورد نیاز برای ثبت طرح اصیل بیشتر از آن چیزی است که توسط قانون کپی‌رایت کانادا تعیین شده است، اما کمتر از آن چیزی است که برای ثبت اختراع لازم است.
- کالاهایی که با هم مقایسه می‌شوند را نباید در کنار هم بررسی کرد، بلکه باید جدا از هم بررسی کرد تا یادآوری ناقص (Imperfect Recollection) وارد عمل شود. [توضیح: یک مثال ساده برای اصل یادآوری ناقص این است که هیچ دو خودرویی در جهان دقیقا مثل هم نیستند ولی در ذهن هر فرد، یک خودرو واجد شکل و فرم خاصی است که به شکلی انتزاعی در ذهن او شکل گرفته؛ برای همین فرد هر کالای دیگری در هر کجای دنیا که نزدیک به ذهنیت وی باشد را ببیند به این نتیجه می‌رسد که آن کالا، خودرو است و نه کالایی دیگر.]
- دیگر این که به طرح به عنوان یک کل نگاه کرد.
- هر تغییری باید اساسی باشد، نباید صرفاً تغییری بی‌اهمیت یا بی‌نهایت کوچک باشد.

در طول وجود حق انحصاری، هیچ شخصی نمی‌تواند «هر کالایی را که طرح مربوط به آن ثبت شده است، بسازد، وارد کند، یا به منظور تجارت یا کسب‌و‌کار بفروشد، اجاره کند، عرضه کند یا در معرض فروش یا اجاره قرار دهد». این قاعده در مورد اسباب کار نیز صادق است و این تفاوت‌های اساسی، منبعی برای طرح‌های منتشر شدۀ قبلی است.
ثبت طرح صنعتی در کانادا ممکن است برای انواع کالاها مانند محصولات مصرفی، وسایل نقلیه، تجهیزات ورزشی، بسته‌بندی و غیره مناسب باشد، که ظاهر زیبایی شناسی اصیل دارد و حتی ممکن است برای محافظت از فناوری‌های جدید مانند شمایل‌های الکترونیکی استفاده شود. طرح‌های صنعتی همچنین می‌توانند مکمل سایر اشکال حقوق مالکیت فکری مانند ثبت اختراع و علائم تجاری باشند.
دادگاه‌های کانادا دعاوی حقوقی نادری را در مورد طرح‌های صنعتی مشاهده می‌کنند - اولین مورد در تقریباً دو دهۀ گذشته در سال ۲۰۱۲ میلادی میان، بودام (Bodum) و ترودو کورپوریشن (Trudeau Corporation) دربارۀ ویژگی‌های بصری لیوان‌های نوشیدنی دوجداره رخ داد.
این امکان برای یک طرح ثبت شده نیز وجود دارد که تحت قانون کپی‌رایت یا نماد بازرگانی کانادا محافظت شود:
- یک "کالای مفید" (یعنی کالایی با عملکرد مفید) در صورتی که به مقدار پنجاه یا کمتر تکثیر شود از حمایت کپی‌رایت برخوردار می‌شود، اما این محدودیت دربارۀ موارد زیر اعمال نمی‌شود:
  - استفاده از یک گرافیک یا عکس که بر رویۀ یک کالا اعمال شود.
  - استفاده از یک نماد بازرگانی یا یک علامت.
  - استفاده از موادی که دارای الگوی بافت یا بافتۀ با قابلیت استفاده برای تکه‌ای از کالا یا پوشش‌‌های سطح و یا برای ساخت پوشاک است.
  - استفاده از یک موجود، رویداد یا مکان واقعی یا خیالی که به عنوان ویژگی شکل، پیکربندی، الگو یا زینت روی یک کالا اعمال شود.[۱۱]

- در صورتی که یک طرح ثبت شده به طور عمومی قابل شناسایی با یک محصول باشد، ممکن است تحت قانون نماد بازرگانی برای ثبت به عنوان یک "ظاهر متمایز" واجد شرایط باشد، اما چنین ثبتی نمی‌تواند برای محدود کردن توسعۀ هر هنر یا صنعتی مورد استفاده قرار گیرد.[۱۲]

### اتحادیۀ اروپا
مقاله اصلی: حقوق طراحی صنعتی در اتحادیۀ اروپا
اعضای اتحادیه تحت حق طرح جامعه (Community Design) ثبت‌ شده (RCD) و ثبت‌ نشده (UCD) که یک حق طرح صنعتی واحد است که اتحادیۀ اقتصادی اروپا را تحت پوشش قرار می‌دهد، هستند. حفاظت از طرح جامعۀ ثبت شده حداکثر تا ۲۵ سال مشروط به پرداخت هزینه‌های تجدید هر ۵ سال است. طرح جامعۀ ثبت نشده به مدت ۳ سال پس از در دسترس قرار گرفتن طرح در دسترس عموم باقی می‌ماند و تنها در صورتی که طرح محافظت شده کپی شود، نقض صورت می‌گیرد.

### انگلستان
مقاله اصلی: حق طراحی (بریتانیا)
قوانینی که در بریتانیا در طی سال‌های ۱۷۸۷ تا ۱۸۳۹ میلادی ارائه شد، از طرح‌های منسوجات حمایت می‌کرد. قانون کپی‌رایت طراحی که در سال ۱۸۴۲ میلادی تصویب شد، به سایر طرح‌های مواد، مانند طرح‌های اشیاء فلزی و سفالی اجازه می‌داد تا برای نشان دادن تاریخ ثبت با نشان الماس (Diamond Mark) ثبت شوند.
علاوه بر حمایت از طرح موجود تحت قانون طرح‌های جامعه، قانون بریتانیا یک حق طراحی ثبت شدۀ ملی خود را (قانون طرح‌های ثبت شدۀ ۱۹۴۹ میلادی، که بعداً توسط قانون کپی‌رایت، طرح‌ها و اختراعات ۱۹۸۸ میلادی اصلاح شد) و یک حق طراحی ثبت نشده را فراهم می‌کند. حق ثبت نشده که در صورت برآورده شدن شرایط به طور خودکار وجود دارد، می‌تواند تا ۱۵ سال ادامه یابد. حق طراحی ثبت شده با پرداخت هزینۀ نگهداشت می‌تواند تا ۲۵ سال دوام داشته باشد. توپوگرافی مدارهای نیمه هادی نیز توسط حفاظت از طراحی چیدمان مدار مجتمع پوشش داده می‌شود، گونه‌ای حفاظت که ۱۰ سال دوام دارد.

### ژاپن
مقاله اصلی: قانون طراحی ژاپن
در مادۀ ۱ قانون طراحی ژاپن آمده است: «این قانون برای حمایت و بهره‌برداری از طرح‌ها و تشویق به خلق طرح‌ها به منظور کمک به توسعۀ صنعتی، تدوین شده است». دورۀ حفاظت در ژاپن ۲۰ سال از روز ثبت‌نام است.

### ایالات متحدۀ آمریکا
ثبت اختراعات طراحی ایالات متحدۀ آمریکا، در صورت ثبت در ۱۳ مه ۲۰۱۵ میلادی یا پس از آن به مدت ۱۵ سال از تاریخ اعطا (۱۴ سال در صورت ثبت قبل از ۱۳ مه ۲۰۱۵ میلادی) تحت حفاظت قانونی خواهد بود و جنبه‌های تزئینی اشیاء سودمند را پوشش می‌دهد. اشیایی که فاقد استفادۀ فراتر از امتیاز ظاهری یا اطلاع‌رسانی هستند، ممکن است تحت پوشش حق کپی‌رایت قرار گیرند؛ نوعی مالکیت فکری با مدت زمان بسیار طولانی‌تری که به محض ایجاد یک اثرِ واجد شرایط، اعمال می‌شود. در برخی شرایط، حقوق ممکن است در ظاهر تجاری نیز به دست آید اما حمایت از ظاهر تجاری مشابه حقوق نماد بازرگانی است و مستلزم آن است که طرح دارای اهمیت منشاء یا «معنای ثانویه» باشد. این فقط برای جلوگیری از ارائه نادرست منشاء طرح مفید است؛ حفاظت از ظاهر تجاری.

### استرالیا
در استرالیا، حق ثبت اختراع طراحی به مدت ۵ سال است و امکان تمدید برای یک دورۀ ۵ سالۀ دیگر وجود دارد. برای اعطای حق ثبت اختراع، یک آزمون تشریفاتی مورد نیاز است. اگر امکان اقدامی برای نقض باشد، طرح باید تایید شود که این امر مستلزم بررسی اساسی است.

## مدت زمان حقوق طراحی
بسته به حوزۀ قضایی، حقوق طراحی ثبت شده بین ۱۵ تا ۵۰ سال طول می‌کشد. اعضای سازمان جهانی مالکیت فکری (WIPO) سیستم لاهه باید حداکثر مدت حمایت خود را برای حقوق طراحی منتشر کنند. این اصطلاحات در جدول زیر ارائه شده است. برخی از حوزه‌های قضایی تحت نظر اتحادیه‌ها یا دفاتر همکاری برای ثبت طرح، مانند سازمان مالکیت فکری آفریقا (OAPI)، اتحادیۀ اروپا و بنلوکس هستند.
| کشور یا اتحادیه              | حداکثر مدت زمان حق طراحی                |
| ---------------------------- | --------------------------------------- |
| سازمان مالکیت فکری آفریقا    | ۱۵ سال                                  |
| آلبانی                       | ۱۵ سال                                  |
| ارمنستان                     | ۱۵ سال                                  |
| آذربایجان                    | ۱۵ سال                                  |
| بلیز                         | ۱۵ سال                                  |
| بنلوکس                       | ۲۵ سال                                  |
| بنین                         | ۱۵ سال                                  |
| بوسنی و هرزگوین              | ۲۵ سال                                  |
| بوتسوانا                     | ۱۵ سال                                  |
| برونئی دارالسلام             | ۱۵ سال                                  |
| بلغارستان                    | ۲۵ سال                                  |
| کامبوج                       | ۱۵ سال                                  |
| ساحل عاج                     | ۱۵ سال                                  |
| کرواسی                       | ۲۵ سال                                  |
| دانمارک                      | ۲۵ سال (به استثنای: قطعات یدکی، ۱۵ سال) |
| جمهوری دموکراتیک خلق کره     | ۱۵ سال                                  |
| مصر                          | ۱۵ سال                                  |
| استونی                       | ۲۵ سال                                  |
| اتحادیۀ اروپا                | ۲۵ سال                                  |
| فنلاند                       | ۲۵ سال (به استثنای: قطعات یدکی، ۱۵ سال) |
| فرانسه                       | ۲۵ سال                                  |
| گابن                         | ۱۵ سال                                  |
| گرجستان                      | ۲۵ سال                                  |
| آلمان                        | ۲۵ سال                                  |
| غنا                          | ۱۵ سال                                  |
| یونان                        | ۲۵ سال                                  |
| مجارستان                     | ۲۵ سال                                  |
| ایسلند                       | ۲۵ سال                                  |
| ایتالیا                      | ۲۵ سال                                  |
| ژاپن                         | ۲۰ سال                                  |
| قرقیزستان                    | ۱۵ سال                                  |
| لتونی                        | ۲۵ سال                                  |
| لیختن اشتاین                 | ۲۵ سال                                  |
| لیتوانی                      | ۲۵ سال                                  |
| مالی                         | ۱۵ سال                                  |
| موناکو                       | ۵۰ سال                                  |
| مغولستان                     | ۱۵ سال                                  |
| مونته‌نگرو                    | ۲۵ سال                                  |
| مراکش                        | ۵۰ سال                                  |
| نامیبیا                      | ۱۵ سال                                  |
| نپال                         | ۲۵ سال                                  |
| نیجر                         | ۱۵ سال                                  |
| نروژ                         | ۲۵ سال                                  |
| عمان                         | ۱۵ سال                                  |
| لهستان                       | ۲۵ سال                                  |
| جمهوری کره                   | ۲۰ سال                                  |
| جمهوری مولداوی               | ۲۵ سال                                  |
| رومانی                       | ۲۵ سال                                  |
| فدراسیون روسیه               | ۲۵ سال                                  |
| سائوتومه و پرنسیپ            | ۱۵ سال                                  |
| سنگال                        | ۱۵ سال                                  |
| صربستان                      | ۲۵ سال                                  |
| سنگاپور                      | ۱۵ سال                                  |
| اسلوونی                      | ۲۵ سال                                  |
| اسپانیا                      | ۲۵ سال                                  |
| سوئیس                        | ۲۵ سال                                  |
| جمهوری عربی سوریه            | ۱۵ سال                                  |
| تاجیکستان                    | ۱۵ سال                                  |
| سری‌لانکا                     | ۱۵ سال                                  |
| جمهوری مقدونیه یوگسلاوی سابق | ۲۵ سال                                  |
| تونس                         | ۱۵ سال                                  |
| ترکیه                        | ۲۵ سال                                  |
| اوکراین                      | ۱۵ سال                                  |
| بریتانیا                     | ۲۵ سال                                  |
| ایالات متحدۀ آمریکا          | ۱۵ سال                                  |

## فهرست کتب
- حقوق طراحی صنعتی: یک چشم انداز بین‌المللی (حقوق بین‌الملل کلوور: لاهه، ۲۰۰۱)، ویراستاران: برایان دبلیو. گرِی و افی بوزالاس، شابک: ISBN 90-411-9684-6

## همچنین ببینید
- ثبت اختراعات طراحی (قانون ثبت اختراع ایالات متحدۀ آمریکا)
- گِشماکسموستِر (به معنی: طرح ثبت شده) (به آلمانی: Geschmacksmuster) (قانون طراحی آلمان)
- حقوق طراحی صنعتی در اتحادیۀ اروپا (Industrial Design Rights in the European Union)
- جنبش طراحی باز
- مُدل سودمند (Utility Model)